# Palača Darbar Mahal
Palača Darbar Mahal je palača v Bahavalpurju v Pakistanu. Stavba je bila zgrajena za dvorne dogodke in vladne urade nekdanje knežje države Bahavalpur. Palača stoji v vrtu, velikem 30 ha. Celoten kompleks palače je bil od leta 1966 dan v najem oboroženim silam. Trenutno služi kot štab 35. pehotne divizije pakistanske vojske in ni odprt za širšo javnost.

## Zgodovina
Palačo je zgradil Bahaval Kan V. Dokončana je bila leta 1905 in je v bližini več drugih palač znotraj kompleksa palače Bahavalgarh, vključno z Nišat Mahal, Faruk Mahal in Gulzar Mahal. Prvotno imenovana Mubarak Mahal, ni ponujala le kraljevega bivališča, temveč je omogočala tudi dvorne dogodke in upravne dejavnosti za knežjo državo Bahavalpur.

## Arhitektura
Zgrajena je v sikhsko-arabskem arhitekturnem slogu, ki združuje lokalne, sikhske in arabske vplive.
Zunanjost ima zapletene rezbarije in štukature. Vsaka stran stavbe ima velik vhod in balkone tipa jharoka. Palača je zgrajena predvsem iz rdeče opeke in se ponaša z značilno mešanico rdečih in belih odtenkov, pri čemer slednji poudarja linijo strehe in okna, medtem ko prvi opredeljuje zunanje stene. Stavba izstopa s štirimi medsebojno povezanimi kupolami, prostorno notranjostjo, ki jo krasi več kot 80 oken, ki odražajo starodavne islamske tradicije 14. stoletja. Tretje nadstropje stavbe je Čhatri streha v mogulskem slogu, pri čemer ima vsak od svojih vogalov visoko stiliziran osmerokotni stolp s kupolami v slogu sikhov. Notranjost palače krasijo neprecenljive slike iz 19. stoletja, tradicionalni nakit, okraski, meči družine Navab. Razkošno pohištvo, bogate preproge in žametne zavese povečujejo njen kraljevski ambient, skupaj z oboki s keramičnimi ploščicami in velikimi svetilkami, ki povečujejo veličino palače.

## Galerija
- Stavba ponoči
- Mošeja Darbar Mahal
- IStrop v notranosti